# Ionische Ordnung

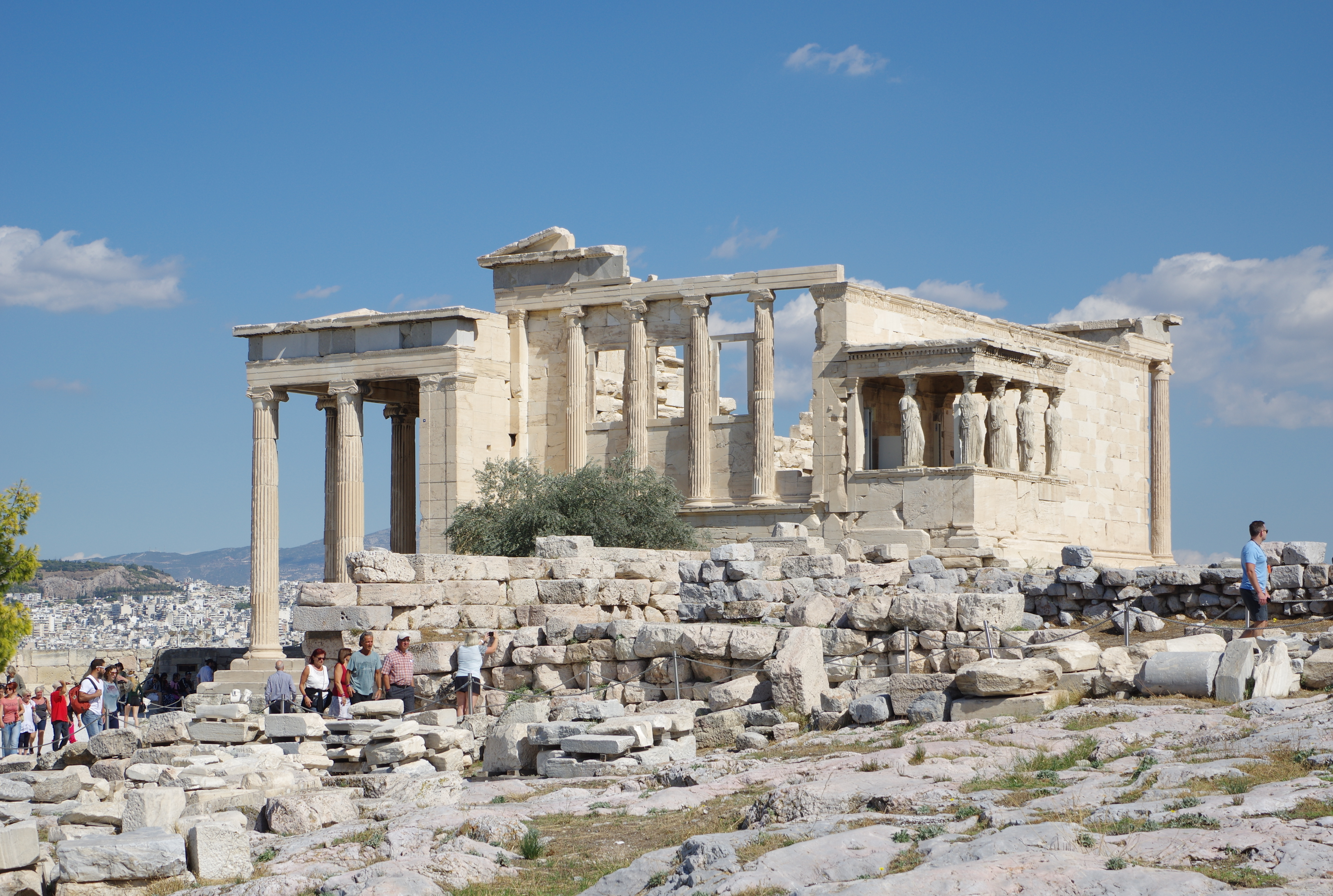
Das Erechtheion auf der Akropolis in Athen von Südwesten

Die ionische Ordnung ist eine der fünf klassischen Säulenordnungen. In der Hierarchie der Ordnungen steht sie zwischen der dorischen und der korinthischen Ordnung.
Man unterscheidet die kleinasiatisch-ionische Ordnung von der attisch-ionischen Ordnung, deren charakteristische Unterscheidungsmerkmale eine unterschiedliche Ausbildung der Säulenbasis und der Figurenfries, auch Zophoros genannt, über dem Architrav sind. Die Spielart der römischen Architektur wird als römisch-ionische Ordnung bezeichnet.

## Historische Entwicklung
Die Anfänge der ionischen Ordnung reichen bis in das beginnende 6. Jahrhundert v. Chr. zurück. Sie war zunächst hauptsächlich im kleinasiatischen Ionien, auf den ionisch besiedelten Inseln der Ägäis und in Attika verbreitet. Die Bezeichnung ionische Ordnung ist abgeleitet von den Ioniern, einem der griechischen Volksstämme. Nach dem Eindringen der Dorer infolge der Dorischen Wanderung wichen sie vorwiegend nach Osten, auf die Inseln der Ägäis und an die Westküste Kleinasiens aus. Ferner konnten sie sich im Gebiet um Athen gegen die Dorer behaupten. Die Begriffsbildung betont bewusst den Gegensatz zur zweiten bedeutenden Bauordnung der Griechen, der dorischen. Die ionische Ordnung erreichte nie die geschlossene Strenge allgemein gültiger Regeln ihrer Gestaltung, wie sie die dorische Ordnung auszeichnet. Zu unterschiedlich waren die Anfangsbedingungen im zersplitterten Siedlungsraum. Erst im 4. Jahrhundert v. Chr. kommt es zur Ausbildung einer Art ionischen Kanons, betrieben vor allem von kleinasiatischen Architekten in bewusster Auseinandersetzung mit der dorischen Ordnung und zur Abgrenzung.

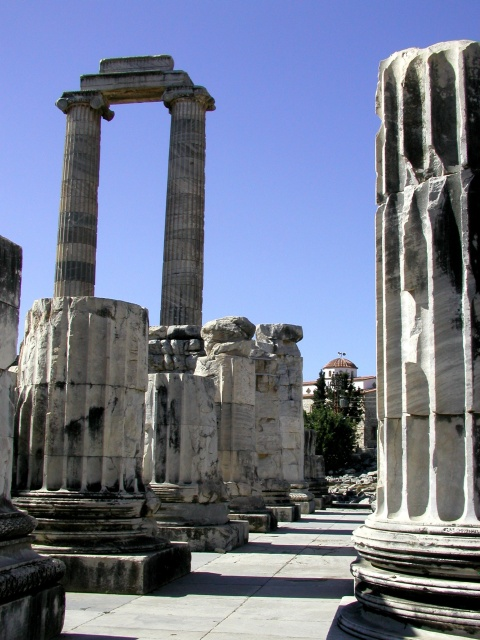
Der Apollon-Tempel in Didyma

Während sich bisweilen überzeugende Verbindungen zum Holzbau nachweisen lassen – wie etwa am Zahnschnitt als ehemals vortretenden Balkenköpfen –, liegt eine der Wurzeln der ionischen Ordnung im reinen Steinbau der Kykladen, der vor allem die attische Baukunst beeinflusste. Kennzeichen ionischer Bauten ist denn auch ihre ausgeprägte Individualität, ist die Tendenz der dahinterstehenden Werkstätten, in kleinen lokalen Stilen zu arbeiten. Dies geht über den groben Gegensatz zwischen attisch-ionischem und kleinasiatisch-ionischem Stil weit hinaus und teilt gerade in der Frühzeit die ionische Ordnung in verschiedene Stile wie den samischen oder den ephesischen, die ganz unterschiedliche Säulenbasen ausbildeten, auch wenn kein lokal begrenzter Stil zu fassen ist. Erst im Lauf der Entwicklung wurden die Formen mehr und mehr vereinheitlicht und angeglichen, wurden Elemente und Bauglieder von einem landschaftlichen Bereich in den anderen übernommen. So setzte sich etwa die attische Basis auch in Kleinasien durch, wurde dort aber mit der kleinasiatischen Plinthe kombiniert. Auch der ursprünglich inselionische Figurenfries wurde über Athen kommend in Kleinasien übernommen, wo man anfänglich nur den Zahnschnitt über dem Architrav kannte. Der Zahnschnitt wanderte nun auf den Fries, diente aber wie vorher dem durch ein Wellenprofil, Kymation, vermittelten Geison als Auflager. Der Architrav konnte glatt gearbeitet sein oder zwei bis drei leicht nach vorn tretende horizontale Faszien aufweisen. Die Form mit drei Faszien wurde in den kanonischen Formenapparat übernommen. Am Geison wurde mit der Einführung von Konsolen in Pergamon, Rhodos und Alexandria ab dem 2. Jahrhundert v. Chr. eine gravierende Neuerung eingeführt, die das ursprünglich als einfache Hängeplatte gebildete Geison im Lauf der weiteren Entwicklung fast verdrängte.
Wie die dorischen Säulen wiesen auch die ionischen eine Schwellung des Schaftes auf, die sogenannte Entasis. Allerdings war sie nie so ausgeprägt wie an ihren dorischen Verwandten. Die Kanneluren der Säulenschäfte waren im 6. Jahrhundert v. Chr. noch ähnlich wie bei dorischen Säulen mit scharfem Grat gearbeitet. Ihre Anzahl schwankte zwischen 28 und 48. Erst im 5. Jahrhundert v. Chr. wurde ein flacher Steg zwischen den nun tiefer eingeschnittenen Kanneluren eingeführt, deren Anzahl sich bei 24 einpendelte. Doch gab es weiterhin Ausnahmen wie in der dorisch beeinflussten Argolis, die nur ionische Säulen mit 20 Kanneluren kannte. Die unteren Teile der Säulenschäfte wurden ab dem Hellenismus bisweilen facettiert, gern wurden die Kanneluren im unteren Drittel auch mit sogenannten Pfeifenstäben gefüllt. Als Sonderformen konnte der Säulenhals mit Anthemienbändern geschmückt sein, oder der Säulenfuß wurde mit figürlichen Reliefs, den columnae caelatae, verziert. Beispiele hierfür finden sich an älterem und jüngerem Artemision von Ephesos und am Apollontempel in Didyma. Die Volutenbänder der ionischen Kapitelle konnten in der Frühzeit bis um 500 v. Chr. noch gefüllt sein, wurden aber später unter attischem Einfluss konkav gekehlt und als Canalis ausgearbeitet. Die anfängliche Freiheit und Ungebundenheit der ionischen Ordnung zeigt sich auch daran, dass sie unbekümmert andere Kapitellformen wie das äolische Kapitell, das Eierstabkapitell oder das korinthische Kapitell in die Ordnung aufnehmen konnte.

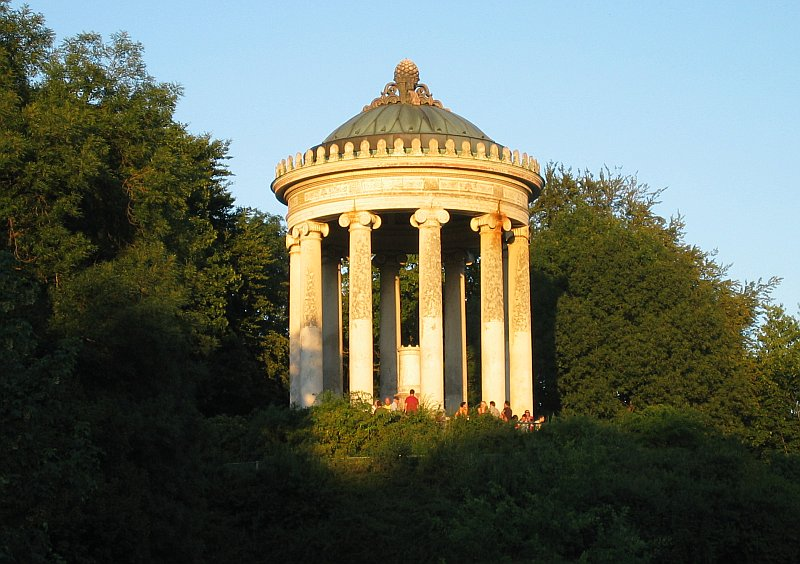
Monopteros im Englischen Garten in München

Die ionische Ordnung stellt sich wesentlich schmuckfreudiger dar als die dorische. Allenthalben wurden zwischen den Baugliedern vermittelnde Wellenprofile eingesetzt, die meist mit Perlstab, Eierstab, lesbischem Kyma oder anderen Ornamentformen geschmückt waren. Gleichzeitig setzt sich die ionische Ordnung durch eine aufstrebende Schlankheit und Leichtigkeit, welche die Proportionen aller Bauglieder durchzieht, von der viel kräftigeren und gedrungeneren dorischen Ordnung ab. Noch Vitruv (IV 1, 7) vergleicht die ionische Säule mit der gracilitas, der Schlankheit, des weiblichen Körpers. Mit diesen Eigenschaften war die ionische Ordnung geradezu prädestiniert, um in unterschiedlichsten Bauzusammenhängen eingesetzt zu werden. Vor allem den Innenraum eroberte sie selbst im dorischen Gebiet bald, wie der um 400 v. Chr. errichtete Apollontempel bei Bassae belegt. Dank ihrer vielfältigen Einsetzbarkeit verbreitete sie sich im gesamten griechisch beeinflussten Kulturraum und fand Eingang auch in die römische Architektur. Mit der Wiederentdeckung antiker Architektur und der einsetzenden Vitruv-Rezeption in der Renaissance setzt auch die Wertschätzung der ionischen Ordnung wieder ein. Bis in die Neuzeit erfreut sie sich einer gewissen Beliebtheit, wie der Monopteros im Englischen Garten in München zeigt.

## Aufbau der ionischen Ordnung

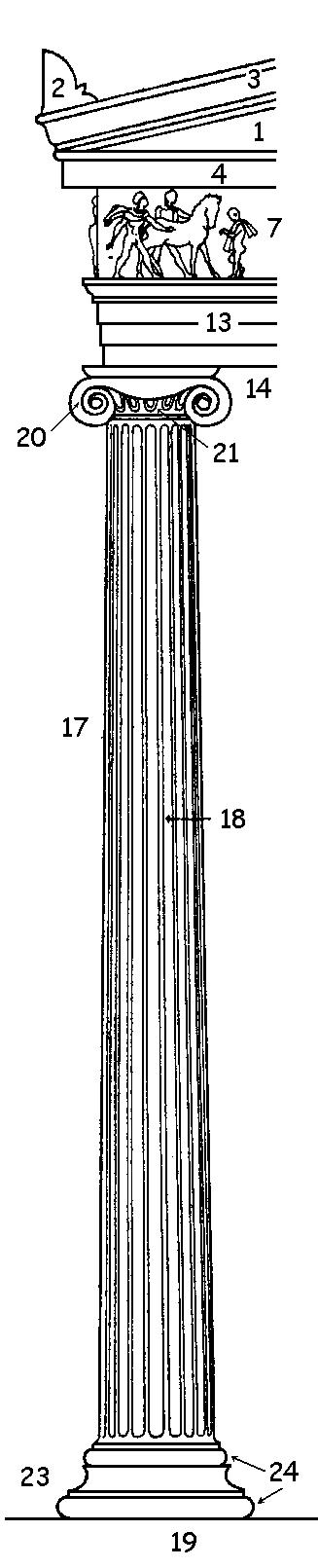
Die ionische Ordnung, Erläuterung der Nummern siehe Text

Der Aufbau der ionischen Ordnung entspricht in Grundzügen jenem der dorischen Ordnung. Doch unterscheidet sich die ionische Ordnung in einigen Punkten von der dorischen Ordnung.

### Sockel
Fundament und Sockel eines Gebäudes ionischer Ordnung bestehen aus dem Stereobat (Gründung) und der Krepis (Stufenunterbau). Das Fundament lagert hauptsächlich im Boden und ist nur an der geglätteten und halb freiliegenden obersten Schicht, der Euthynterie, sichtbar. Dem Fundament folgt die Krepis mit ihren drei Stufen. Die oberste Stufe wird als Stylobat bezeichnet und dient als Unterlage für die aufstrebenden Säulen. In der Frühzeit ist der Stufenbau allerdings nicht unbedingt gegeben, vielmehr kann der Stylobat direkt der Euthynterie aufliegen. Erst ab dem 5. Jahrhundert v. Chr. begegnet er regelmäßig und kann im 4./3. Jahrhundert v. Chr. gewaltige Dimensionen annehmen und die Stufenanzahl gegenüber dorischen Bauten leicht verdoppeln, am jüngeren Artemision von Ephesos besaß die Krepis gar mindestens zehn Stufen.

### Säule
Die Säule (17) erhebt sich nicht wie in der dorischen Ordnung direkt auf dem Stylobat (19), sondern besitzt eine Basis (23). Die kleinasiatisch-ionische Basis besteht in der Regel aus einer quadratischen Bodenplatte, der Plinthe, und einer Abfolge von Hohlkehlen, unter einem abschließenden waagerechten Wulst. Der untere Teil wird Spira, der meist horizontal kannelierte Wulst wird Torus genannt. Bei der ephesischen Basis weist die Spira zwei tiefe Kehlen auf, die von jeweils doppelten Rundstäben gerahmt werden. Die leicht eingezogene Spira samischer Basen hingegen besitzt eine Folge von etwa sieben horizontalen Kanneluren. Im Gegensatz hierzu ist die attisch-ionische Basis ursprünglich plinthenlos und besteht aus einem weiter ausladenden unteren Torus, dem eine Hohlkehle, der sogenannte Trochilus, und ein abschließender Torus (24) folgen. Im Verhältnis zu dorischen Säulen sind ionische Säulen wesentlich schlanker und verjüngen sich nur leicht.
Auch die Kannelierung (18) der ionischen Säule unterscheidet sich von jener dorischer Säulen: stoßen bei Säulen dorischer Ordnung die Kanneluren mit scharfen Graten aneinander, bleibt zwischen den Auskehlungen ionischer Kanneluren ein schmaler Steg stehen. Man spricht hier auch von Stegkannelierung oder Stumpfkannelierung. Die Anzahl der Kanneluren beträgt meist zwischen 20 und 24, wobei 24 Kanneluren die 'klassische' Anzahl darstellen. Doch kann sie auch deutlich höher liegen.

Das von der Säule getragene ionische Kapitell (14) besitzt wie das dorische Kapitell einen Echinus (21), der zierlicher als am dorischen Kapitell gebildet ist und zumeist einen schmalen Perlstab mit einem folgenden kräftig gebildeten Eierstab als Ornament trägt. Oberhalb des Echinus liegt das typische Pulvinium mit seitlichen Voluten (20), ein Polster, das seitlich zu gefurchten Schnecken eingerollt ist. Der innere, sich schneckenhausartig einrollende Volutengang, der sogenannte Kanalis, kann hierbei tief gekehlt, flach gebildet oder gar mit einem Rundstab gefüllt und von schmalen Stegen begleitet sein. Aus den Zwickeln der Voluten können zur Kapitellmitte hin Palmetten oder andere florale Motive entspringen. Der Abakus ist flach, kleiner als das Pulvinium und oft mit einem lesbischen Kymation verziert. Im Gegensatz zum dorischen Kapitell ist das ionische nicht allansichtig, sondern besitzt eine Front- und eine Seitenansicht. Die von der Seite zu sehenden Volutenpolster sind meist mittig eingeschnürt, wobei verschiedene Blattmotive als schnürendes Element eingesetzt werden konnte.

### Gebälk
Das Gebälk ist in der Regel zweigeteilt. Der Architrav (13) ist glatt oder in bis zu drei leicht vorkragenden Streifen, sogenannte Faszien, gegliedert. Darüber folgt entweder ein einfaches Gesims mit Zahnschnitt als kleinasiatisch-ionische Variante wie am Athena-Tempel von Priene oder ein Fries (7), der glatt oder skulptiert sein kann in der attisch-ionischen Ausprägung, vertreten beispielsweise durch das Erechtheion in Athen. Gelegentlich finden sich auch Fries und Zahnschnitt gemeinsam in ionischen Gebälken, etwa am jüngeren Apollon-Tempel von Didyma. Ein einfach geschwungenes Geison (4) schließt das Gebälk ab. Die Traufrinne, Sima (3), der ionischen Ordnung konnte aufwendig dekoriert sein und figürliche Friese ebenso tragen wie Rankenfriese oder Anthemien.

## Ionischer Eckkonflikt
Da die ionische Säule für die Vorder- oder Frontalansicht konzipiert ist, nicht wie die dorische für die Ansicht von allen Seiten, ergibt sich an den Ecksäulen aller ionischen Gebäude der sog. ionische Eckkonflikt, da hier die Eckvoluten zweier Ansichtsseiten aufeinander treffen. Dieser Konflikt wird zumeist durch das Herausdrehen dieser Volute um 45 Grad ausgeglichen. Mit dem ab dem 3. Jahrhundert v. Chr. immer beliebter werdenden vierseitigen Diagonalkapitell, bei dem alle vier Voluten um 45 Grad gewendet werden, wird der ionische Eckkonflikt hinfällig.

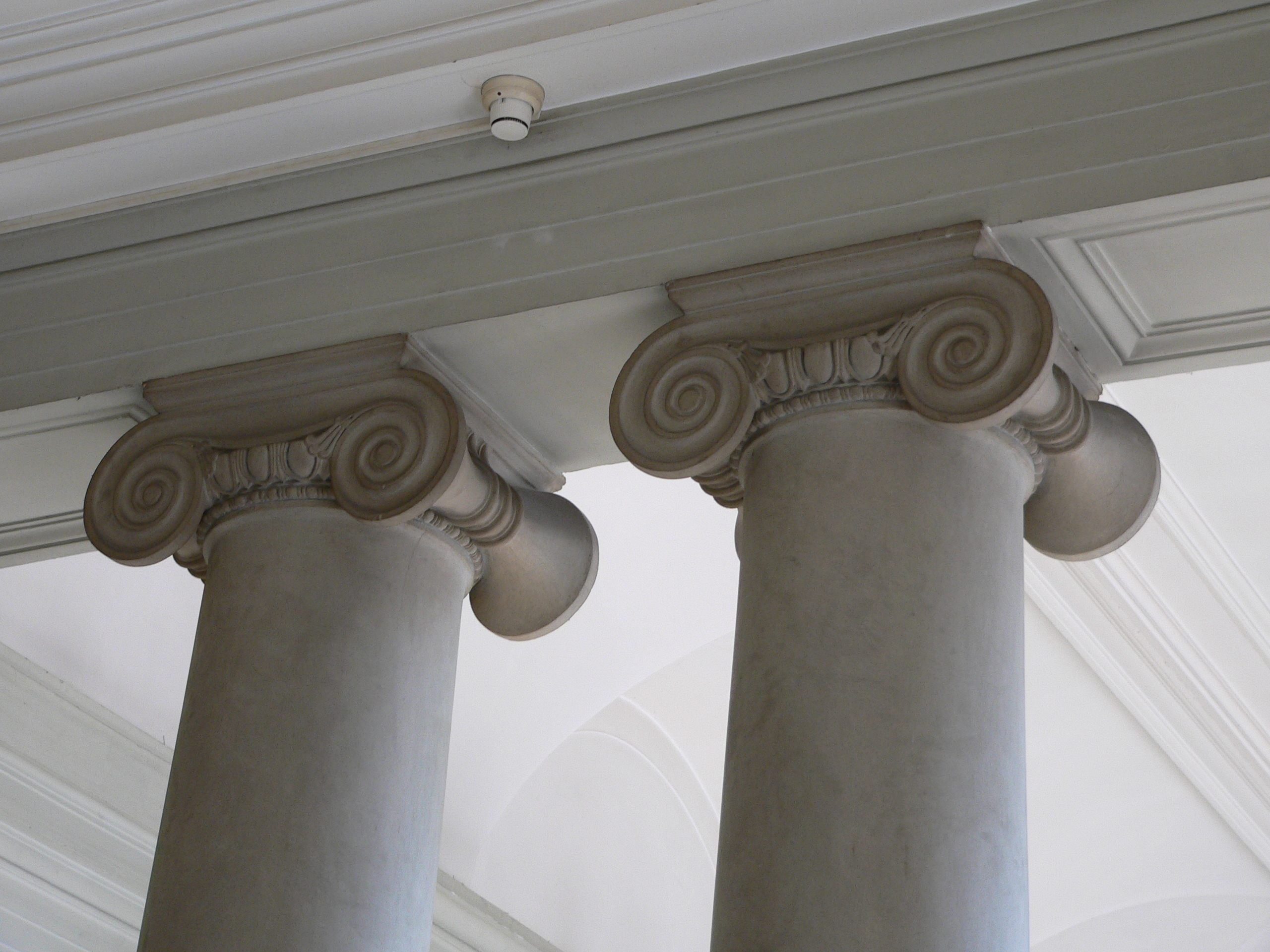
Kapitell mit geraden Voluten
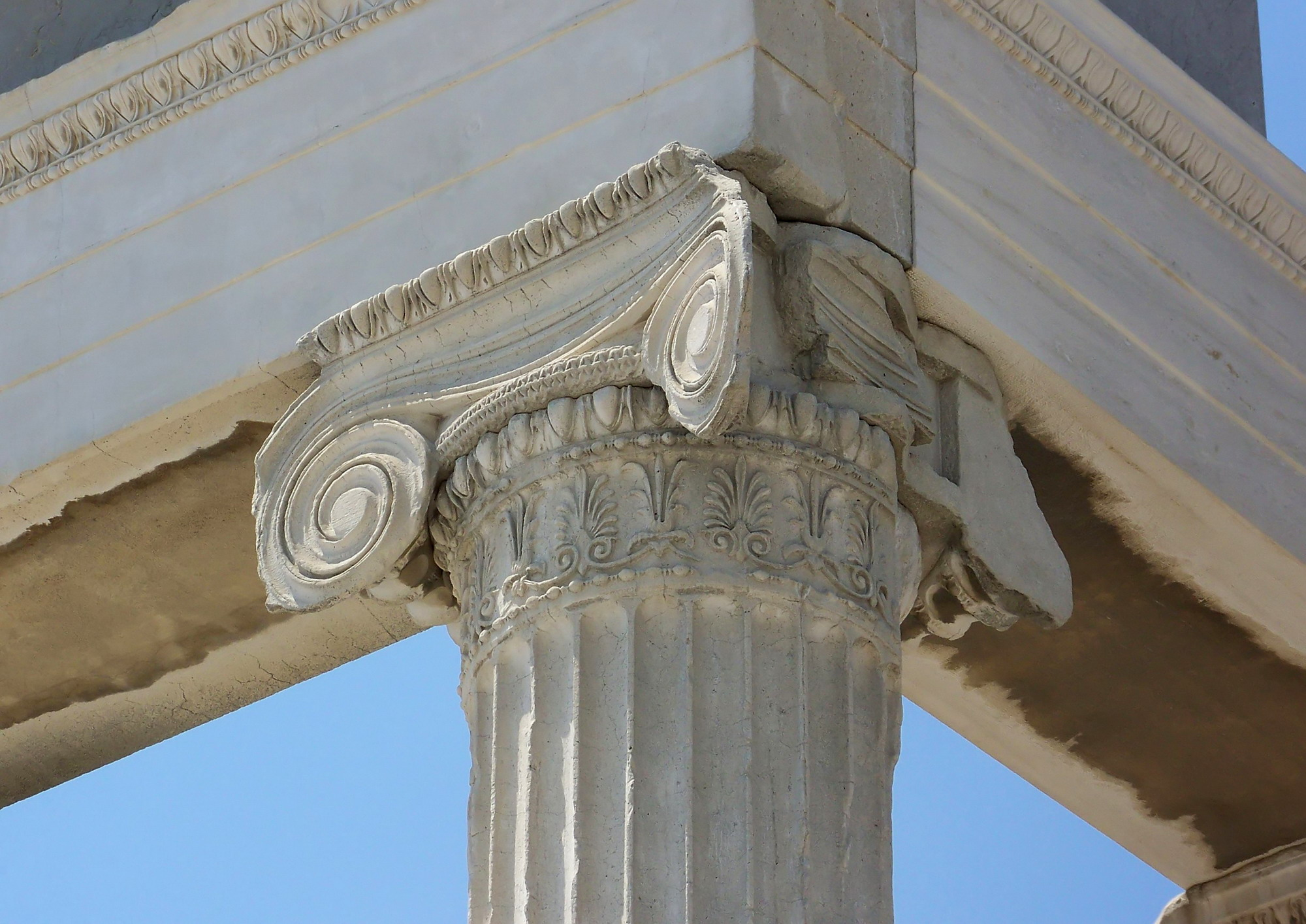
Eckkonflikt: Die Eckvolute wird herausgedreht
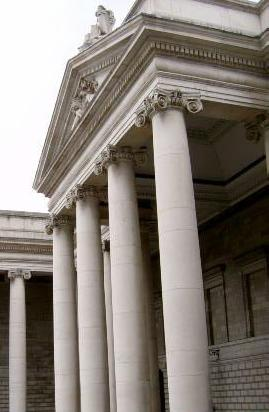
Aufhebung des Eckkonflikts: Alle Kapitelle haben herausgedrehte Voluten